# Brao
Brao (àrab Djadu o Djado) és un palmerar (més de 7.000 palmeres) i un massís que uneix l'Ahaggar i el Tibesti, al nord del Níger. El seu nom Brao és teda. El palmerar fou una antiga estació de caravanes que unia el país del llac Txad amb Ghat i Ghadames, que va quedar molt afectada per la prohibició del tràfic d'esclaus decretada pel pasha de Murzuk el 1884. La població de Djado el 1950 era de 450 habitants. Els francesos hi van iniciar un programa de recuperació el 1943, per explotar la producció de dàtils. Aquesta continua essent actualment la principal riquesa de la zona.